# Дервент (дем Синтика)
Вижте пояснителната страница за други населени места с името Дервент.
Дервент (на гръцки: Ακριτοχώρι, Акритохори, катаревуса: Ακριτοχώριον, Акритохорион, до 1926 Δερβέντι, Дервенти) е село в Гърция, Егейска Македония, дем Синтика на област Централна Македония с 427 жители (2001).

## География
Селото е разположено северозападно от град Сяр (Серес) и на 12 километра северозападно от Валовища (Сидирокастро) в живописна местност в югоизточното подножие на Беласица (Белес или Керкини) на 54 метра надморска височина. Край селото е разположен манастирът „Свети Йоан Предтеча“.

## История

### В Османската империя
През XIX век Дервент е изцяло българско село в Демирхисарската каза на Османската империя. В „Етнография на вилаетите Адрианопол, Монастир и Салоника“, издадена в Константинопол в 1878 година и отразяваща статистиката на населението от 1873 година, Дървент къс чифлик (Dervent-këss tchiflik) е посочено като село с 50 домакинства, като жителите му са 160 българи.
В 1891 година Георги Стрезов пише за селото:
| „ | Дервент чифлик, принадлежи на Дервиш бея от Демир Хисар, от него 3 часа на север. Разположено до левия бряг на Струма. 16 къщи българе. | “ |

Според статистиката на Васил Кънчов („Македония. Етнография и статистика“) в 1900 година селото има 160 жители, всички българи християни. Според статистиката на секретаря на Българската екзархия Димитър Мишев („La Macédoine et sa Population Chrétienne“) в 1905 година християнското население на Дервент (Dervent) се състои от 160 българи патриаршисти гъркомани.
При избухването на Балканската война в 1912 година един човек от Дервент е доброволец в Македоно-одринското опълчение.

### В Гърция
В 1913 година след Междусъюзническата война селото остава в Гърция. Населението му се изселва в България и на негово място са настанени гърци бежанци. В 1926 година селото е прекръстено на Акритохорион. Според преброяването от 1928 година Дервент е изцяло бежанско село със 113 бежански семейства с 344 души.
| Име                    | Име                       | Ново име     | Ново име     | Описание                                                            |
| ---------------------- | ------------------------- | ------------ | ------------ | ------------------------------------------------------------------- |
| Исли Таш               | Ίσλί Τάς                  | Палеопетра   | Παλαιόπετρα  | местност на З от Мандраджик                                         |
| Големо Греки Йованоглу | Μεγάλο Γκρέκι Γιοβάνογλου | Мегали Стани | Μεγάλη Στάνη | местност в Беласица на СЗ от Дервент                                |
| Мало Греки Йованоглу   | Μικρό Γραίκι              | Микри Стани  | Μικρή Στάνη  | местност в Беласица на СЗ от Дервент                                |
| Орта Буру              | Όρτά Μπουρού              | Месорема     | Μεσόρεμα     | река в Беласица на СЗ от Дервент                                    |
| Дейдеко                | Ντέϊν Ντέκο               | Какодиавато  | Κακοδιάβατο  | местност в Беласица на СЗ от Дервент                                |
| Конаци                 | Κονάκια                   | Каталима     | Κατάλυμα     | местност в Беласица на СЗ от Дервент                                |
| Демир Капия            | Δεμίρ Καπού               | Сидеропетра  | Σιρεδόπετρα  | местност в Беласица на СЗ от Дервент, Ю под връх Радомир (2029,2 m) |
| Таш Мандра             | Τάς Μάνδρα                | Мандра       | Μάνδρα       | гранична местност в Беласица на ССЗ от Дервент, Ю под връх Фурка    |
| Йеди Куле              | Γεντή Κουλέ               | Епапиргион   | Έπταπύργιον  | местност в Беласица на С от Дервент, Ю под връх Конгур (1951,3 m)   |
| Мемиш Ятаки            | Μεμίς Γιατάκι             | Апандима     | Άπάντημα     |                                                                     |
| Чайнк Кая              | Τσάϊνκ Καγιά              | Петроплая    | Πετροπλαγιά  |                                                                     |
| Бахтияр                | Μπαχτάρη                  | Елос         | Έλος         | бивше село на Ю от Дервент                                          |

## Личности
Родени в Дервент
- Стерьо Янев (Стерьос Янусис), четник в гръцка андартска чета в Македония[13]
- Тане Комитин (Тане Комитата, ? – 1912), македоно-одрински опълченец, четата на Панайот Карамфилович, загинал на 21 ноември 1912 година[14]